# Gymnanthes riparia
Gymnanthes riparia là một loài thực vật có hoa trong họ Đại kích. Loài này được (Schltdl.) Klotzsch mô tả khoa học đầu tiên năm 1841.